# Santa Maria del Castell dels Templers
Santa Maria del Castell dels Templers, o d'Orla era la capella del castell desaparegut d'Orla, que fou donat als templers, del terme de la vila de Cotlliure, a la comarca del Rosselló (Catalunya del Nord).
Estava situada a la zona de ponent del Castell Reial de Cotlliure i al sud-oest de la Vila vella d'aquesta població. Les seves restes han romàs englobades dins de l'ampliació feta per Vauban del Castell Reial.

## L'edifici
Era un edifici d'una sola nau, cobert amb volta lleugerament apuntada.